# Bob Samuelson
Bob Samuelson, né le 30 juillet 1966 à Port Jefferson, est un joueur de volley-ball américain.

## Carrière
Bob Samuelson participe aux Jeux olympiques de 1992 à Barcelone et remporte la médaille de bronze avec l'équipe américaine.